# Archipiélago de Los Frailes
El archipiélago de Los Frailes es un archipiélago que pertenece a Venezuela que está incluido en las dependencias federales venezolanas y que está ubicado al oriente de este país en el mar Caribe.

## Características
Está conformado por diez islas que en total poseen 192 hectáreas (1,92 km²) de superficie, algunas de las cuales conservan la denominación dada por los indios Caribe, se encuentran deshabitadas y están ubicadas en la costa noreste de isla de Margarita. La isla de mayor tamaño es la denominada Fraile Grande o Puerto Real, tiene una longitud máxima de 2200 m y ocupa una superficie de 0,75 km². Al noroeste de Fraile Grande se encuentra el morro de la Pecha y morro Blanco y al noroeste del archipiélago los islotes de Cominoto y el Chaure.
Es posible acceder a este archipiélago por vía marítima desde la isla de Margarita, específicamente desde la población de El Tirano.

## Islas integrantes
- Chepere
- Guacaraida
- Puerto Real (o Isla Fraile Grande)
- Nabobo
- Cominoto
- Macarare
- Guairiare
- La Balandra
- La Peche

## Batalla naval
En las cercanías del archipiélago, el 2 de mayo de 1816 en el trascurso de la Guerra de Independencia de Venezuela, se produjo la llamada batalla naval de Los Frailes. Fue un enfrentamiento entre una escuadrilla expedicionaria republicana que se dirigía a desembarcar tropas en Venezuela y una española que patrullaba las aguas del Caribe en los alrededores del archipiélago de Los Frailes. Terminó constituyéndose como el primer triunfo militar del capitán de navío Luis Brión quien, con el apoyo de otros importantes jefes patriotas de la Expedición de Los Cayos, dirigió la escuadrilla republicana que con superioridad numérica derrota a los capitanes españoles realistas Iglesias y Ocampo y capturaron sus dos barcos: el bergantín Intrépido y una goleta llamada La Rita.